# Arroyo Falso
El arroyo Falso (51°59′S 58°45′O / -51.983, -58.750) es un curso fluvial en el centro de la isla Soledad del archipiélago de las Malvinas. Administrativamente pertenece al departamento Islas del Atlántico Sur de la provincia de Tierra del Fuego, Antártida e Islas del Atlántico Sur.
Este arroyo fluye en una dirección  general sur-norte y desemboca en la ría homónima, sobre la costa austral del seno Choiseul, en cercanías de la isla León Marino y de las islas Samuel.